# Racing Club de Lens 2023-2024
Questa voce raccoglie le informazioni riguardanti il Racing Club de Lens nelle competizioni ufficiali della stagione 2023-2024.

## Stagione
La stagione 2023-2024 è la centodiciottesima nella storia del club e la sua sessantunesima nella massima divisione. Essa vede il Lens partecipare alla Ligue 1, per la quarta stagione consecutiva, alla Coppa di Francia, e alla Champions League, che tornerà a disputare a ventuno anni dall'ultima volta, dopo aver conquistato il 2º posto nel campionato della stagione precedente.

## Divise e sponsor
Lo sponsor tecnico per la stagione 2023-2024 è Puma, mentre lo sponsor ufficiale è Auchan, catena francese di supermercati e ipermercati.
| Casa | Trasferta | Terza divisa |

## Rosa
Rosa aggiornata al 3 febbraio 2024 
| N. |                        | Ruolo | Calciatore        |
| -- | ---------------------- | ----- | ----------------- |
| 1  | Venezuela (bandiera)   | P     | Wuilker Faríñez   |
| 2  | Francia (bandiera)     | D     | Ruben Aguilar     |
| 3  | Colombia (bandiera)    | D     | Deiver Machado    |
| 4  | Austria (bandiera)     | D     | Kevin Danso       |
| 5  | Paesi Bassi (bandiera) | C     | Stijn Spierings   |
| 6  | Ghana (bandiera)       | C     | Salis Abdul Samed |
| 7  | Francia (bandiera)     | A     | Florian Sotoca    |
| 9  | Francia (bandiera)     | A     | Elye Wahi         |
| 10 | Portogallo (bandiera)  | C     | David Costa       |
| 11 | Francia (bandiera)     | C     | Angelo Fulgini    |
| 13 | Ecuador (bandiera)     | D     | Jhoanner Chávez   |
| 14 | Argentina (bandiera)   | D     | Facundo Medina    |
| 15 | Colombia (bandiera)    | A     | Óscar Cortés      |
| 16 | Francia (bandiera)     | P     | Jean-Louis Leca   |
| 18 | Francia (bandiera)     | C     | Andy Diouf        |
| 19 | Francia (bandiera)     | C     | Jimmy Cabot       |

| N. |                       | Ruolo | Calciatore            |
| -- | --------------------- | ----- | --------------------- |
| 20 | Francia (bandiera)    | D     | Faitout Maouassa      |
| 21 | Mali (bandiera)       | D     | Massadio Haïdara      |
| 22 | Francia (bandiera)    | A     | Wesley Saïd           |
| 23 | Francia (bandiera)    | C     | Neil El Aynaoui       |
| 24 | Francia (bandiera)    | D     | Jonathan Gradit       |
| 25 | Uzbekistan (bandiera) | D     | Abdukodir Khusanov    |
| 26 | Francia (bandiera)    | D     | Julien Le Cardinal    |
| 26 | Senegal (bandiera)    | C     | Nampalys Mendy        |
| 27 | Guinea (bandiera)     | C     | Morgan Guilavogui     |
| 28 | Francia (bandiera)    | C     | Adrien Thomasson      |
| 29 | Polonia (bandiera)    | C     | Przemysław Frankowski |
| 30 | Francia (bandiera)    | P     | Brice Samba           |
| 32 | Belgio (bandiera)     | C     | Ayanda Sishuba        |
| 36 | Francia (bandiera)    | C     | Ibrahima Baldé        |
| 37 | Francia (bandiera)    | C     | Nolan Bonte           |
| 40 | Comore (bandiera)     | P     | Yannick Pandor        |

## Calciomercato

### Sessione estiva(dal 1º/7 al 1º/9)
| Acquisti         | Acquisti           | Acquisti            | Acquisti                   |
| R.               | Nome               | da                  | Modalità                   |
| ---------------- | ------------------ | ------------------- | -------------------------- |
| A                | Elye Wahi          | Montpellier         | definitivo (30 milioni €)  |
| A                | Andy Diouf         | Basilea             | definitivo (14 milioni €)  |
| C                | Angelo Fulgini     | Magonza             | definitivo (7,2 milioni €) |
| A                | Óscar Cortés       | Millonarios         | definitivo (4,5 milioni €) |
| A                | Morgan Guilavogui  | Paris FC            | definitivo (4 milioni €)   |
| D                | Ruben Aguilar      | Monaco              | definitivo (3,5 milioni €) |
| C                | Neil El Aynaoui    | Nancy               | definitivo (600 mila €)    |
| D                | Abdukodir Khusanov | Energetik-BGU Minsk | definitivo (100 mila €)    |
| C                | Stijn Spierings    | Tolosa              | gratuito                   |
| D                | Faitout Maouassa   | Club Bruges         | prestito                   |
| C                | Nampalys Mendy     |                     | svincolato                 |
| Altre operazioni |                    |                     |                            |
| R.               | Nome               | da                  | Modalità                   |
| C                | Tom Ducrocq        | Bastia              | fine prestito              |
| A                | Ibrahima Baldé     | Annecy              | fine prestito              |

| Cessioni         | Cessioni              | Cessioni    | Cessioni                    |
| R.               | Nome                  | a           | Modalità                    |
| ---------------- | --------------------- | ----------- | --------------------------- |
| A                | Loïs Openda           | RB Lipsia   | definitivo (38,5 milioni €) |
| C                | Seko Fofana           | Al-Nassr    | definitivo (25 milioni €)   |
| C                | Jean Onana            | Beşiktaş    | definitivo (4,04 milioni €) |
| D                | Ismaël Boura          | Troyes      | gratuito                    |
| C                | Tom Ducrocq           | Bastia      | n.d.                        |
| D                | Adrien Louveau        | ŁKS         | definitivo (4 milioni €)    |
| A                | Adam Buksa            | Antalyaspor | prestito                    |
| A                | Rémy Labeau Lascary   | Laval       | prestito                    |
| A                | Łukasz Poręba         | Amburgo     | prestito                    |
| C                | Stijn Spierings       | Tolosa      | prestito                    |
| D                | Julien Le Cardinal    | Brest       | prestito                    |
| D                | Steven Fortès         |             | svincolato                  |
| Altre operazioni |                       |             |                             |
| R.               | Nome                  | da          | Modalità                    |
| C                | Angelo Fulgini        | Magonza     | fine prestito               |
| C                | Alexis Claude-Maurice | Nizza       | fine prestito               |

### Sessione invernale
| Acquisti         | Acquisti        | Acquisti | Acquisti |
| R.               | Nome            | da       | Modalità |
| ---------------- | --------------- | -------- | -------- |
| D                | Jhoanner Chávez | Bahia    | prestito |
| Altre operazioni |                 |          |          |
| R.               | Nome            | da       | Modalità |

| Cessioni         | Cessioni         | Cessioni    | Cessioni      |
| R.               | Nome             | a           | Modalità      |
| ---------------- | ---------------- | ----------- | ------------- |
| P                | Wuilker Faríñez  |             | svincolato    |
| A                | Óscar Cortés     | Rangers     | prestito      |
| D                | Faitout Maouassa | Club Bruges | fine prestito |
| Altre operazioni |                  |             |               |
| R.               | Nome             | a           | Modalità      |

## Risultati

### Ligue 1

#### Girone di andata
| Arbitro: | Pignard |

|                                                |           |                        |
| Del Castillo 45+2’ (rig.), 87’ (rig.) Lala 56’ | Marcatori | 11’ Sotoca 22’ Machado |

| Arbitro: | Millot |

|            |           |                       |
| Machado 3’ | Marcatori | 52’ (rig.) Bourigeaud |

| Arbitro: | Letexier |

|                             |           |                  |
| Asensio 45’ Mbappé 52’, 90’ | Marcatori | 90+4’ Guilavogui |

| Arbitro: | Delajod |

|                                   |           |  |
| Singo 24’ Golovin 36’ Maripán 59’ | Marcatori |  |

| Arbitro: | Frappart |

|  |           |           |
|  | Marcatori | 37’ Asoro |

| Arbitro: | El Hadj |

|                           |           |              |
| Saïd 45+1’ Guilavogui 83’ | Marcatori | 32’ Gelabert |

| Arbitro: | Wattellier |

|  |           |          |
|  | Marcatori | 16’ Wahi |

| Arbitro: | Millot |

|             |           |             |
| Machado 70’ | Marcatori | 45+2’ André |

| Le Havre 20 ottobre 2023, ore 21:00 CEST 9ª giornata | Le Havre | 0 – 0 referto | Lens | Stadio Océane (23 590 spett.)\| Arbitro: \| Letexier \| |
| Arbitro:                                             | Letexier |               |      |                                                         |

| Arbitro: | Gaillouste |

|                                                         |           |  |
| Sotoca 27’ (rig.), 72’ (rig.) Medina 58’ El Aynaoui 89’ | Marcatori |  |

| Lorient 4 novembre 2023, ore 17:00 CET 11ª giornata | Lorient | 0 – 0 referto | Lens | Stadio Yves Allainmat (16 599 spett.)\| Arbitro: \| Dechepy \| |
| Arbitro:                                            | Dechepy |               |      |                                                                |

| Arbitro: | Bastien |

|            |           |  |
| Gradit 90’ | Marcatori |  |

| Arbitro: | Millot |

|  |           |                                 |
|  | Marcatori | 11’ Wahi 50’ Thomasson 82’ Saïd |

| Arbitro: | Turpin |

|                                     |           |                  |
| Saïd 26’ Frankowski 52’ (rig.), 74’ | Marcatori | 15’, 72’ O'Brien |

| Montpellier 8 dicembre 2023, ore 21:00 CET 15ª giornata | Montpellier | 0 – 0 referto | Lens | Stade de la Mosson (14 159 spett.)\| Arbitro: \| Frappart \| |
| Arbitro:                                                | Frappart    |               |      |                                                              |

| Arbitro: | Letexier |

|                     |           |  |
| Saïd 43’ Cortés 75’ | Marcatori |  |

| Arbitro: | El Hadj |

|                |           |  |
| Moffi 76’, 78’ | Marcatori |  |

#### Girone di ritorno
| Arbitro: | Brisard |

|  |           |                        |
|  | Marcatori | 30’ Barcola 89’ Mbappé |

| Arbitro: | Vernice |

|  |           |                           |
|  | Marcatori | 42’ David Costa 55’ Diouf |

| Arbitro: | Batta |

|  |           |                 |
|  | Marcatori | 48’ David Costa |

| Arbitro: | Delajod |

|                                     |           |             |
| Wahi 16’ David Costa 48’ Sotoca 58’ | Marcatori | 43’ Delaine |

| Arbitro: | Millot |

|                |           |            |
| O. Diakité 41’ | Marcatori | 45+1’ Saïd |

| Arbitro: | Letexier |

|                   |           |                                 |
| Wahi 31’ Saïd 77’ | Marcatori | 19’ Balogun 30’, 90+2’ Minamino |

| Arbitro: | Brisard |

|  |           |                                      |
|  | Marcatori | 43’ Sotoca 53’ (rig.) Wahi 87’ Danso |

| Arbitro: | Frappart |

|             |           |  |
| Aguilar 32’ | Marcatori |  |

| Arbitro: | Bastien |

|          |           |                                     |
| Wahi 76’ | Marcatori | 11’, 67’ (rig.) Moffi 53’ K. Thuram |

| Arbitro: | Delajod |

|                  |           |          |
| Zhegrova 9’, 60’ | Marcatori | 78’ Wahi |

| Arbitro: | Letexier |

|                |           |                  |
| Frankowski 58’ | Marcatori | 78’ (rig.) Sabbi |

| Arbitro: | Lissorgue |

|                       |           |                   |
| Mikautadze 34’, 45+2’ | Marcatori | 13’ (rig.) Sotoca |

| Arbitro: | Bastien |

|                  |           |  |
| Sotoca 3’ (rig.) | Marcatori |  |

| Arbitro: | Pignard |

|                            |           |          |
| Aubameyang 1’ P. Gueye 85’ | Marcatori | 77’ Saïd |

| Arbitro: | Pignard |

|                          |           |  |
| Wahi 57’ David Costa 81’ | Marcatori |  |

| Arbitro: | Millot |

|              |           |             |
| I. Salah 82’ | Marcatori | 48’ Fulgini |

| Arbitro: | Léonard |

|                       |           |                           |
| Wahi 4’ Machado 45+2’ | Marcatori | 58’ Maamma 74’ Mincarelli |

### Coppa di Francia
| Arbitro: | Dechepy |

|                                                                          |                      |                                                                            |
| Maouassa 43’ Sotoca 62’                                                  | Marcatori            | 1’ Ben Yedder 21’ Akliouche                                                |
| Saïd Sotoca Fulgini Medina Danso Frankowski Aguilar El Aynaoui Thomasson | Tiri di rigore 5 – 6 | Ben Yedder Fofana Vanderson Boadu Zakaria Maripán Diop K. Ouattara Magassa |

### UEFA Champions League

#### Fase a gironi
| Arbitro: | Stieler |

|            |           |             |
| Ocampos 9’ | Marcatori | 35’ Fulgini |

| Arbitro: | Guida |

|                        |           |                   |
| Thomasson 25’ Wahi 69’ | Marcatori | 14’ Gabriel Jesus |

| Arbitro: | Petrescu |

|          |           |              |
| Wahi 65’ | Marcatori | 55’ Bakayoko |

| Arbitro: | Siebert |

|             |           |  |
| De Jong 12’ | Marcatori |  |

| Arbitro: | Soares Dias |

|                                                                                          |           |  |
| Havertz 13’ Gabriel Jesus 21’ Saka 23’ Martinelli 27’ Ødegaard 45+1’ Jorginho 86’ (rig.) | Marcatori |  |

| Arbitro: | Zwayer |

|                                     |           |                  |
| Frankowski 63’ (rig.) Fulgini 90+6’ | Marcatori | 79’ (rig.) Ramos |

### UEFA Europa League

#### Fase a eliminazione diretta

##### Spareggi
| Lens 15 febbraio 2024, ore 21:00 CET Spareggi - Andata | Lens               | 0 – 0 referto | Friburgo | Stadio Bollaert-Delelis (38 194 spett.)\| Arbitro: \| Bartosz Frankowski \| |
| Arbitro:                                               | Bartosz Frankowski |               |          |                                                                             |

| Arbitro: | Rade Obrenovič |

|                                   |           |                      |
| Sallai 68’, 90+3’ Gregoritsch 99’ | Marcatori | 28’ Costa 45+2’ Wahi |

## Statistiche finali

### Statistiche di squadra
| Competizione     | Punti | In casa | In casa | In casa | In casa | In casa | In casa | In trasferta | In trasferta | In trasferta | In trasferta | In trasferta | In trasferta | Totale | Totale | Totale | Totale | Totale | Totale | DR |
| Competizione     | Punti | G       | V       | N       | P       | Gf      | Gs      | G            | V            | N            | P            | Gf           | Gs           | G      | V      | N      | P      | Gf     | Gs     | DR |
| ---------------- | ----- | ------- | ------- | ------- | ------- | ------- | ------- | ------------ | ------------ | ------------ | ------------ | ------------ | ------------ | ------ | ------ | ------ | ------ | ------ | ------ | -- |
| Ligue 1          | 51    | 17      | 8       | 4       | 4       | 27      | 18      | 17           | 5            | 5            | 7            | 18           | 19           | 34     | 14     | 9      | 11     | 45     | 37     | +8 |
| Coppa di Francia |       | 1       | 0       | 1       | 0       | 2       | 2       | -            | -            | -            | -            | -            | -            | 1      | 0      | 1      | 0      | 2      | 2      | 0  |
| Champions League | 8     | 3       | 2       | 1       | 0       | 5       | 3       | 3            | 0            | 1            | 2            | 1            | 8            | 6      | 2      | 2      | 2      | 6      | 11     | -5 |
| Europa League    |       | 1       | 0       | 1       | 0       | 0       | 0       | 1            | 0            | 0            | 1            | 2            | 3            | 2      | 0      | 1      | 1      | 2      | 3      | -1 |
| Totale           |       | 22      | 11      | 7       | 4       | 34      | 23      | 21           | 5            | 6            | 10           | 21           | 30           | 43     | 16     | 13     | 14     | 56     | 52     | +4 |

### Andamento in campionato
| Giornata  | 1  | 2  | 3  | 4  | 5  | 6  | 7  | 8  | 9  | 10 | 11 | 12 | 13 | 14 | 15 | 16 | 17 | 18 | 19 | 20 | 21 | 22 | 23 | 24 | 25 | 26 | 27 | 28 | 29 | 30 | 31 | 32 | 33 | 34 |
| --------- | -- | -- | -- | -- | -- | -- | -- | -- | -- | -- | -- | -- | -- | -- | -- | -- | -- | -- | -- | -- | -- | -- | -- | -- | -- | -- | -- | -- | -- | -- | -- | -- | -- | -- |
| Luogo     | T  | C  | T  | T  | C  | C  | T  | C  | T  | C  | T  | C  | T  | C  | T  | C  | T  | C  | T  | T  | C  | T  | C  | T  | C  | C  | T  | C  | T  | C  | T  | C  | T  | C  |
| Risultato | P  | N  | P  | P  | P  | V  | V  | N  | N  | V  | N  | V  | V  | V  | N  | V  | P  | P  | V  | V  | V  | N  | P  | V  | V  | P  | P  | N  | P  | V  | P  | V  | N  | N  |
| Posizione | 13 | 14 | 15 | 17 | 18 | 16 | 15 | 14 | 15 | 10 | 10 | 6  | 6  | 6  | 7  | 7  | 7  | 8  | 8  | 7  | 6  | 6  | 7  | 6  | 5  | 6  | 6  | 6  | 6  | 6  | 6  | 6  | 6  | 7  |

Legenda:

Luogo: C = Casa; T = Trasferta. Risultato: V = Vittoria; N = Pareggio; P = Sconfitta.

### Statistiche individuali
| Giocatore      | Ligue 1  | Ligue 1 | Ligue 1     | Ligue 1    | Coupe de France | Coupe de France | Coupe de France | Coupe de France | Champions League | Champions League | Champions League | Champions League | Europa League | Europa League | Europa League | Europa League | Totale   | Totale | Totale      | Totale     |
| Giocatore      | Presenze | Reti    | Ammonizioni | Espulsioni | Presenze        | Reti            | Ammonizioni     | Espulsioni      | Presenze         | Reti             | Ammonizioni      | Espulsioni       | Presenze      | Reti          | Ammonizioni   | Espulsioni    | Presenze | Reti   | Ammonizioni | Espulsioni |
| -------------- | -------- | ------- | ----------- | ---------- | --------------- | --------------- | --------------- | --------------- | ---------------- | ---------------- | ---------------- | ---------------- | ------------- | ------------- | ------------- | ------------- | -------- | ------ | ----------- | ---------- |
| R. Aguilar     | 25       | 1       | 4           | 0          | 1               | 0               | 0               | 0               | 2                | 0                | 0                | 0                | 2             | 0             | 0             | 0             | 30       | 1      | 4           | 0          |
| J. Chávez      | 8        | 0       | 1           | 0          | 0               | 0               | 0               | 0               | 0                | 0                | 0                | 0                | 2             | 0             | 0             | 0             | 10       | 0      | 1           | 0          |
| Ó. Cortés      | 4        | 1       | 0           | 0          | 0               | 0               | 0               | 0               | 0                | 0                | 0                | 0                | 0             | 0             | 0             | 0             | 4        | 1      | 0           | 0          |
| D. Costa       | 25       | 4       | 3           | 0          | 1               | 0               | 0               | 0               | 3                | 0                | 0                | 0                | 2             | 1             | 0             | 0             | 31       | 5      | 3           | 0          |
| K. Danso       | 30       | 1       | 6           | 0          | 1               | 0               | 0               | 0               | 6                | 0                | 2                | 0                | 1             | 0             | 1             | 0             | 38       | 1      | 9           | 0          |
| A. Diouf       | 25       | 1       | 2           | 0          | 1               | 0               | 0               | 0               | 2                | 0                | 0                | 0                | 2             | 0             | 0             | 0             | 30       | 1      | 2           | 0          |
| N. El Aynaoui  | 25       | 1       | 1           | 0          | 1               | 0               | 0               | 0               | 3                | 0                | 1                | 0                | 2             | 0             | 0             | 0             | 31       | 1      | 2           | 0          |
| P. Frankowski  | 30       | 3       | 4           | 0          | 1               | 0               | 1               | 0               | 6                | 1                | 0                | 0                | 2             | 0             | 1             | 0             | 39       | 4      | 6           | 0          |
| A. Fulgini     | 29       | 1       | 0           | 0          | 1               | 0               | 0               | 0               | 6                | 2                | 2                | 0                | 2             | 0             | 1             | 0             | 38       | 3      | 3           | 0          |
| J. Gradit      | 26       | 1       | 8           | 1          | 0               | 0               | 0               | 0               | 6                | 0                | 1                | 0                | 2             | 0             | 1             | 0             | 34       | 1      | 10          | 1          |
| M. Guilavogui  | 23       | 2       | 1           | 0          | 0               | 0               | 0               | 0               | 4                | 0                | 2                | 1                | 1             | 0             | 0             | 0             | 28       | 2      | 3           | 1          |
| M. Haïdara     | 18       | 0       | 1           | 0          | 0               | 0               | 0               | 0               | 4                | 0                | 2                | 0                | 2             | 0             | 0             | 0             | 24       | 0      | 3           | 0          |
| A. Khusanov    | 11       | 0       | 4           | 0          | 0               | 0               | 0               | 0               | 2                | 0                | 0                | 0                | 2             | 0             | 0             | 0             | 15       | 0      | 4           | 0          |
| J. Le Cardinal | 2        | 0       | 0           | 0          | 0               | 0               | 0               | 0               | 0                | 0                | 0                | 0                | 0             | 0             | 0             | 0             | 2        | 0      | 0           | 0          |
| J. Leca        | 1        | -2      | 0           | 0          | 0               | -0              | 0               | 0               | 0                | -0               | 0                | 0                | 0             | -0            | 0             | 0             | 1        | -2     | 0           | 0          |
| F. Maouassa    | 3        | 0       | 0           | 0          | 1               | 1               | 1               | 0               | 0                | 0                | 0                | 0                | 0             | 0             | 0             | 0             | 4        | 1      | 1           | 0          |
| D. Machado     | 19       | 4       | 4           | 0          | 0               | 0               | 0               | 0               | 5                | 0                | 1                | 0                | 0             | 0             | 0             | 0             | 24       | 4      | 5           | 0          |
| F. Medina      | 31       | 1       | 11          | 0          | 1               | 0               | 0               | 0               | 6                | 0                | 3                | 0                | 1             | 0             | 1             | 0             | 39       | 1      | 15          | 0          |
| N. Mendy       | 16       | 0       | 2           | 0          | 0               | 0               | 0               | 0               | 6                | 0                | 2                | 0                | 0             | 0             | 0             | 0             | 22       | 0      | 4           | 0          |
| W. Saïd        | 27       | 7       | 1           | 0          | 1               | 0               | 0               | 0               | 3                | 0                | 1                | 0                | 2             | 0             | 2             | 0             | 33       | 7      | 4           | 0          |
| B. Samba       | 33       | -36     | 1           | 0          | 1               | -2              | 0               | 0               | 6                | -11              | 1                | 0                | 2             | -3            | 0             | 0             | 42       | -52    | 2           | 0          |
| A. Sishuba     | 7        | 0       | 0           | 0          | 1               | 0               | 0               | 0               | 0                | 0                | 0                | 0                | 0             | 0             | 0             | 0             | 8        | 0      | 0           | 0          |
| F. Sotoca      | 32       | 7       | 4           | 1          | 1               | 1               | 0               | 0               | 6                | 0                | 2                | 0                | 2             | 0             | 1             | 0             | 41       | 8      | 7           | 1          |
| S. Spierings   | 4        | 0       | 2           | 0          | 0               | 0               | 0               | 0               | 0                | 0                | 0                | 0                | 0             | 0             | 0             | 0             | 4        | 0      | 2           | 0          |
| S.A. Samed     | 27       | 0       | 2           | 0          | 0               | 0               | 0               | 0               | 6                | 0                | 2                | 0                | 2             | 0             | 0             | 0             | 35       | 0      | 4           | 0          |
| A. Thomasson   | 29       | 1       | 2           | 1          | 1               | 0               | 0               | 0               | 5                | 1                | 1                | 0                | 0             | 0             | 0             | 0             | 35       | 2      | 3           | 1          |
| E. Wahi        | 27       | 9       | 9           | 1          | 1               | 0               | 0               | 0               | 6                | 2                | 1                | 0                | 2             | 1             | 0             | 0             | 36       | 12     | 10          | 1          |